# Marysin (Łódź-Bałuty)
Marysin (dawn. Marysin III) – osiedle mieszkaniowe w dzielnicy Bałuty w Łodzi. Graniczy z ulicą, Łagiewnicką, Warszawską oraz z Lasem Łagiewnickim. Na osiedlu znajdują się domki jednorodzinne. Marysin wchodzi, wraz z osiedlami Rogi i Julianów, w skład większego osiedla Julianów-Marysin-Rogi.
Przez Marysin przepływa jedna z łódzkich rzek: Sokołówka. Kilkadziesiąt lat temu na osiedlu znajdowały się stawy, w których można było pływać, wędkować i uprawiać sporty wodne, włączając kajakarstwo. Dziś nie ma po nich śladu, oprócz pomniejszonej niecki, w której niegdyś znajdowała się woda. Sokołówka stała się fragmentem miejskiego systemu odprowadzania ścieków. W grudniu 2012 zakończono budowę zbiornika retencyjnego „Staw Wasiaka” na rzece Sokołówce w rejonie ulic Morelowa, Deczyńskiego, Rybacka i Kryzysowa.
Na osiedlu znajduje się również Stacja Radegast oraz zbudowany w 2005 roku pomnik ku czci ofiar getta łódzkiego.

## Historia
Dawniej były to trzy miejscowości, Marysin I, II i III. Od 1867 w gminie Radogoszcz w powiecie łódzkim. 18 sierpnia 1915 folwarki Marysin I i II włączono do Łodzi.
W okresie międzywojennym należał do powiatu łódzkiego w woj. łódzkim. 1 września 1933 utworzono gromadę (sołectwo) Rogi w granicach gminy Radogoszcz, składającej się ze wsi Rogi, Rożki i Marysin III. 
15 grudnia 1937 Marysin III wyodrębniono z gromady Rogi, tworząc w nim oddzielną gromadę w gminie Radogoszcz.
Podczas II wojny światowej włączony do III Rzeszy.
Po wojnie Marysin III powrócił na krótko do powiatu łódzkiego woj. łódzkim, lecz już 13 lutego 1946 włączono je wraz z całą gminą Radogoszcz do Łodzi.
Uwaga: W granicach Łodzi znajduje się też drugi Marysin w delegaturze Górna.